# 2006-os Dakar-rali
A 2006-os Dakar-rali 2005. december 31-én rajtolt Lisszabonból, és január 15-én ért véget Dakar városában. A 28. alkalommal megrendezett versenyen 231 motoros 174 autós és 69 kamionos egység indult.

## Útvonal

A 2006-os Dakar-rali útvonala

Történelme során először indult Portugáliából a mezőny. A versenyzők, 9.043 km megtétele után, Portugália, Spanyolország, Marokkó, Mauritánia, Mali és Guinea éríntésével jutottak el Szenegál fővárosába, Dakarba.
| Szakasz | Dátum        | Honnan          | Hová        | Össztáv (km) |
| ------- | ------------ | --------------- | ----------- | ------------ |
| 1       | december 31. | Lisszabon       | Portimão    | 370          |
| 2       | január 1.    | Portimão        | Málaga      | 567          |
| 3       | január 2.    | Nador           | Er Rachidia | 672          |
| 4       | január 3.    | Er Rachidia     | Ouarzazate  | 639          |
| 5       | január 4.    | Ouarzazate      | Tan-Tan     | 819          |
| 6       | január 5.    | Tan-Tan         | Zouérat     | 792          |
| 7       | január 6.    | Zouérat         | Atar        | 521          |
| 8       | január 7.    | Atar            | Nuakchott   | 568          |
|         | január 8.    | Día de descanso |             |              |
| 9       | január 9.    | Nuakchott       | Kiffa       | 874          |
| 10      | január 10.   | Kiffa           | Kayes       | 333          |
| 11      | január 11.   | Kayes           | Bamako      | 705          |
| 12      | január 12.   | Bamako          | Labé        | 872          |
| 13      | január 13.   | Labé            | Tambacounda | 567          |
| 14      | január 14.   | Tambacounda     | Dakar       | 634          |
| 15      | január 15.   | Dakar           | Dakar       | 110          |

## Végeredmény

### Motor
|   | # | Versenyző     | Motor | Idő      |
| - | - | ------------- | ----- | -------- |
| 1 |   | Marc Coma     | KTM   | 55:27:17 |
| 2 |   | Cyril Despres | KTM   | 56:40:46 |
| 3 |   | Giovanni Sala | KTM   | 57:57:05 |

### Autó
|   | # | Versenyző          | Navigátor     | Autó              | Idő      |
| - | - | ------------------ | ------------- | ----------------- | -------- |
| 1 |   | Luc Alphand        | Gilles Picard | Mitsubishi Pajero | 53:47:32 |
| 2 |   | Giniel de Villiers | Tina Thorner  | Volkswagen        | 54:05:25 |
| 3 |   | Nani Roma          | Henri Magne   | Mitsubishi Pajero | 55:38:10 |